# Vranja Peč
Vranja Peč este o localitate din comuna Kamnik, Slovenia, cu o populație de 36 de locuitori.